# Fernando Faustino Muteka
Fernando Faustino Muteka est un homme politique angolais né le 24 janvier 1944 à Chipindo dans la province de Huíla. Il est gouverneur de la province de Huambo en Angola entre 2009 et 2014 et ministre des Transports entre 1978 et 1984,.